# Ungkaya Pukan
Ungkaya Pukan (Bayan ng Ungkaya Pukan, Basilan) är en kommun i Filippinerna. Kommunen ligger på ön Basilan, och tillhör provinsen Basilan. Folkmängden uppgår till 30 472 invånare.
Ungkaya Pukan är indelat i 12 barangayer.